# Margaretamys beccarii
Margaretamys beccarii  (Jentink, 1880) è un roditore della famiglia dei Muridi endemica dell'Isola di Sulawesi.

## Descrizione

### Dimensioni
Roditore di piccole dimensioni, con la lunghezza della testa e del corpo tra 117 e 152 mm, la lunghezza della coda tra 150 e 200 mm, la lunghezza del piede tra 25 e 31 mm, la lunghezza delle orecchie tra 19 e 21 mm e un peso fino a 85 g.

### Aspetto
La pelliccia è densa, corta e semi-spinosa. Le parti superiori sono bruno-grigiastre. Le orecchie sono marroni chiare e leggermente rivestite di peli. Sono presenti degli anelli scuri intorno agli occhi. Le vibrisse sono lunghe 76 mm. Le parti ventrali, le guance e i lati del muso variano dal giallo al giallo-brunastro scuro. Una striscia marrone scura si estende sul dorso dei piedi fino alla base delle dita, che sono bianche. Il resto delle zampe è bianco e ricoperto di piccoli peli argentati. La coda è molto più lunga della testa e del corpo, uniformemente marrone e ricoperta di peli che diventano sempre più lunghi verso l'estremità fino a formare un ciuffo evidente. Le femmine hanno un paio di mammelle pettorali e due inguinali. Il cariotipo è 2n=42 FN=46.

## Biologia

### Comportamento
È una specie arboricola.

### Alimentazione
Si nutre di frutta, artropodi, lumache ed altri piccoli vertebrati.

### Riproduzione
Danno alla luce due piccoli alla volta.

## Distribuzione e habitat
Questa specie è diffusa nella parte centrale e nord-orientale di Sulawesi.
Vive nelle foreste pluviali sempreverdi tropicali di pianura fino a 1.000 metri di altitudine. Probabilmente è presente anche in habitat secondari.

## Conservazione
La IUCN Red List, considerato il declino della popolazione di oltre il 30% negli ultimi 10 anni a causa della rapida ed estensiva perdita del proprio habitat, classifica M.beccarii come specie vulnerabile (VU).